# Okręg wyborczy South Wales West
Okręg wyborczy South Wales West – jednomandatowy okręg wyborczy do Parlamentu Europejskiego (PE) w Wielkiej Brytanii, istniejący tylko przez jedną kadencję, w latach 1994-1999. Powstał w wyniku podziału dotychczasowego okręgu South Wales na dwa nowe, zaś został zlikwidowany, gdy cała Walia stała się jednym, wielomandatowym okręgiem do PE. Zgodnie z nazwą obejmował zachodnią część południowej Walii, jego największym miastem było Swansea. 
Jedynym posłem, który reprezentował okręg w jego krótkiej historii, był David Morris z Partii Pracy.